# Semiothisa connotata
Semiothisa connotata är en fjärilsart som beskrevs av W. Warren 1896. Semiothisa connotata ingår i släktet Semiothisa och familjen mätare. Inga underarter finns listade i Catalogue of Life.